# Vibrationskreisel
Ein Vibrationskreisel (englisch Vibrating structure gyroscope, VSG) ist ein Sensor zur Messung der Drehrate und damit des Drehwinkels eines Körpers im Raum. Die Drift preiswerter Sensoren beläuft sich auf unter 10°/h.
Ein Vibrationskreisel besteht aus einem schwingfähigen System, beispielsweise einem Schwingquarz. Wird der Quarz senkrecht zur Auslenkungsrichtung {\displaystyle a} mit der Winkelgeschwindigkeit {\displaystyle \omega } gedreht, wirkt die Corioliskraft
{\displaystyle F\sim \left({\frac {\mathrm {d} a}{\mathrm {d} t}}\times \omega \right)}
senkrecht auf das Schwingsystem. Die Verzerrung kann von einem piezoelektrischen Aufnehmer detektiert werden.
Das Wort Kreisel ist hierbei, wie auch beim Faser- oder Laserkreisel, vom Kreiselinstrument übernommen, welches klassischerweise zur Bestimmung der Orientierung im Raum eingesetzt wurde.
Die Schwingkölbchen bei Insekten arbeiten nach dem Prinzip eines Vibrationskreisels.